# New York–Penn League
New York–Penn League es una liga de béisbol profesional de Estados Unidos que forma parte de las Ligas Menores, categoría Clase A de temporada corta, con promedio de 75 juegos por campaña, a diferencia de los 140 que juegan otras ligas Clase A. La temporada comienza en junio y termina en septiembre. Cada equipo está afiliado a otro de las Grandes Ligas con el fin de fomentar el desarrollo de beisbolistas para el posterior ingreso a las mayores.
La liga incluye equipos de  Maryland, Massachusetts, Ohio, Vermont, así como de Nueva York y Pensilvania. 
Fue fundada en 1939 con el nombre de Pennsylvania-Ontario-New York League, conocida por las siglas PONY League. En 1957 adoptó su nombre actual New York - Penn League. Entre 1986 y 2000 participaron franquicias de Canadá. En 2007 logró reunir 1.839.458 espectadores en los estadios, con un promedio de 3.000 asistentes por juego.

## Equipos actuales
| División | Equipo                    | Afiliación en MLB     | Ciudad                          | Estadio                                 | Capacidad |
| -------- | ------------------------- | --------------------- | ------------------------------- | --------------------------------------- | --------- |
| McNamara | Aberdeen IronBirds        | Baltimore Orioles     | Aberdeen, Maryland              | Ripken Stadium                          | 6.000     |
| McNamara | Brooklyn Cyclones         | New York Mets         | Brooklyn, Nueva York            | MCU Park                                | 7.500     |
| McNamara | Hudson Valley Renegades   | Tampa Bay Rays        | Wappingers Falls, Nueva York    | Dutchess Stadium                        | 4.494     |
| McNamara | Staten Island Yankees     | New York Yankees      | Staten Island, Nueva York       | Richmond County Bank Ballpark           | 6.964     |
| Pinckney | Auburn Doubledays         | Washington Nationals  | Auburn, Nueva York              | Falcon Park                             | 2.800     |
| Pinckney | Batavia Muckdogs          | Miami Marlins         | Batavia, Nueva York             | Dwyer Stadium                           | 2.600     |
| Pinckney | Mahoning Valley Scrappers | Cleveland Indians     | Niles, Ohio                     | Eastwood Field                          | 6.000     |
| Pinckney | State College Spikes      | St. Louis Cardinals   | University Park, Pensilvania    | Medlar Field at Lubrano Park            | 5.406     |
| Pinckney | West Virginia Black Bears | Pittsburgh Pirates    | Morgantown, Virginia Occidental | Monongalia County Ballpark              | 3.500     |
| Pinckney | Williamsport Crosscutters | Philadelphia Phillies | Williamsport, Pensilvania       | Bowman Field                            | 4.200     |
| Stedler  | Lowell Spinners           | Boston Red Sox        | Lowell, Massachusetts           | Edward A. LeLacheur Park                | 4.767     |
| Stedler  | Norwich Sea Unicorns      | Detroit Tigers        | Norwich, Connecticut            | Senator Thomas J. Dodd Memorial Stadium | 6.270     |
| Stedler  | Tri-City ValleyCats       | Houston Astros        | Troy, Nueva York                | Joseph L. Bruno Stadium                 | 4.500     |
| Stedler  | Vermont Lake Monsters     | Oakland Athletics     | Burlington, Vermont             | Centennial Field                        | 4.000     |

## Historial
| - 1939 Olean Oilers - 1940 Olean Oilers - 1941 Bradford Bees - 1942 Jamestown Falcons - 1943 Wellsville Yankees - 1944 Jamestown Falcons - 1945 Batavia Clippers - 1946 Jamestown Falcons y Batavia Clippers - 1947 Jamestown Falcons - 1948 Lockport Reds - 1949 Bradford Blue Wings - 1950 Olean Oilers - 1951 Hornell Dodgers - 1952 Jamestown Falcons - 1953 Jamestown Falcons - 1954 Corning Red Sox - 1955 Hamilton Cardinals - 1956 Wellsville Braves - 1957 Erie Sailors - 1958 Geneva Redlegs - 1959 Wellsville Braves - 1960 Wellsville Braves - 1961 Olean Red Sox - 1962 Auburn Mets - 1963 Batavia Pirates |  | - 1964 Auburn Mets - 1965 Binghamton Triplets - 1966 Auburn Mets - 1967 Auburn Twins - 1968 Oneonta Yankees - 1969 Oneonta Yankees - 1970 Auburn Twins - 1971 Oneonta Yankees - 1972 Niagara Falls Pirates - 1973 Auburn Phillies - 1974 Oneonta Yankees - 1975 Newark Co-Pilots - 1976 Elmira Pioneers - 1977 Oneonta Yankees - 1978 Geneva Cubs - 1979 Oneonta Yankees - 1980 Oneonta Yankees - 1981 Oneonta Yankees - 1982 Niagara Falls Sox - 1983 Utica Blue Sox - 1984 Little Falls Mets - 1985 Oneonta Yankees - 1986 St. Catharines Blue Jays - 1987 Geneva Cubs |  | - 1988 Oneonta Yankees - 1989 Jamestown Expos - 1990 Oneonta Yankees - 1991 Jamestown Expos - 1992 Geneva Cubs - 1993 Niagara Falls Rapids - 1994 New Jersey Cardinals - 1995 Watertown Indians - 1996 Vermont Expos - 1997 Pittsfield Mets - 1998 Oneonta Yankees and Auburn Doubledays1 - 1999 Hudson Valley Renegades - 2000 Staten Island Yankees - 2001 Brooklyn Cyclones y Williamsport Crosscutters - 2002 Staten Island Yankees - 2003 Williamsport Crosscutters - 2004 Mahoning Valley Scrappers - 2005 Staten Island Yankees - 2006 Staten Island Yankees - 2007 Auburn Doubledays - 2008 Batavia Muckdogs - 2009 Staten Island Yankees - 2010 Tri-City ValleyCats - 2011 Staten Island Yankees - 2012 Hudson Valley Renegades - 2013 Tri-City ValleyCats - 2014 State College Spikes - 2015 West Virginia Black Bears - 2016 State College Spikes - 2017 Hudson Valley Renegades |